# Abdullatif Dizdarević
Abdullatif Dizdarević  (Ljubuški, 1900. – Zagreb, 1976.), hrvatski pisac i novinar. Pisao je novele i publicistiku.

## Životopis
Rođen u Ljubuškom. U Travniku je završio isusovačku Klasičnu gimnaziju. Od 1918. živi u Zagrebu. U književnosti se javlja 1928. godine. Pisao je novele i publicistiku. Opisao nacionalni razvitak bosanskohercegovačkih muslimana u raspravi 'Bosanskohercegovački muslimani Hrvati'. 1936. pokreće novine Naprijed, "glasilo slobodnih intelektualaca općeg kulturnog pravca" u kojima je većinu tekstova napisao on. Pisao je o vanjskoj politici, političkoj situaciji u BiH i djelovanju Mačkova HSS-a, čiji je bio pristalica.
Politički je prošao nekoliko faza. Isprve je bio intelektualac jugoslavenskih i liberalnih uvjerenja. Politički nacionalno i ideološki je evoluirao u hrvatskog nacionalista. Kritizirao je parlamentarnu demokraciju i komunizam. Nakon uspostave NDH našao se u uredništvu dnevnog lista Hrvatski narod. Svibnja 1945. napustio je Zagreb. Na jugoslavensko-austrijskoj granici zarobila ga je Titova Jugoslavenska armija. S granice upućen je na "križni put" prema Srbiji. Osuđen na višegodišnju zatvorsku kaznu.

## Djela
- Kroz bijedu u spas, novele, 1928.
- Ženska prava, publicistika, 1929.
- Problem rješenja ekonomske krize, 1930.
- Petar II. Petrović Njeguš, publicistika, 1934.
- Književnik na poslovnom putovanju, 1935.
- bosanskohercegovački muslimani Hrvati, rasprava, 1936.
- Njemačka u naponu snage, publicistika, 1939.